# Бугай, Фёдор Сергеевич
Фёдор Сергеевич Бугай (15 февраля 1917, Мостовое — 23 марта 1988, Ахтырка) — заряжающий орудия 1052-го стрелкового полка 301-й стрелковой дивизии 5-й ударной армии 1-го Белорусского фронта, младший сержант — на момент представления к награждению орденом Славы 1-й степени.

## Биография
Родился 15 февраля 1917 года в селе Мостовое (ныне Мостовской) Мостовского района Краснодарского края РСФСР. Работал на заводе.
В Красной Армии в 1938—1940 и с июня 1941 года. На фронте с начала Великой Отечественной войны. Сражался на 3-м Украинском и 1-м Белорусском фронтах. Участник Ясско-Кишинёвской операции, освобождения Кракова, взятия Берлина.
4 сентября 1944 года за образцовое выполнение заданий командования награждён орденом Славы 3-й степени. 4 марта 1945 года награждён орденом Славы 2-й степени.
23 апреля 1945 года при форсировании реки Шпрее в районе города Трептов прямой наводкой подавил несколько пулемётов противника, 3 миномётных батареи, рассеял до взвода пехоты врага, чем способствовал переправе стрелковых подразделений. В уличных боях в Берлине из личного оружия поразил 3 снайперов.
Указом Президиума Верховного Совета СССР от 15 мая 1946 года за образцовое выполнение заданий командования младший сержант Бугай Фёдор Сергеевич награждён орденом Славы 1-й степени, став полным кавалером ордена Славы.
В 1946 году демобилизован. Жил в городе Ахтырка Сумской области УССР. Умер 23 марта 1988 года.